# Eric Vaessen

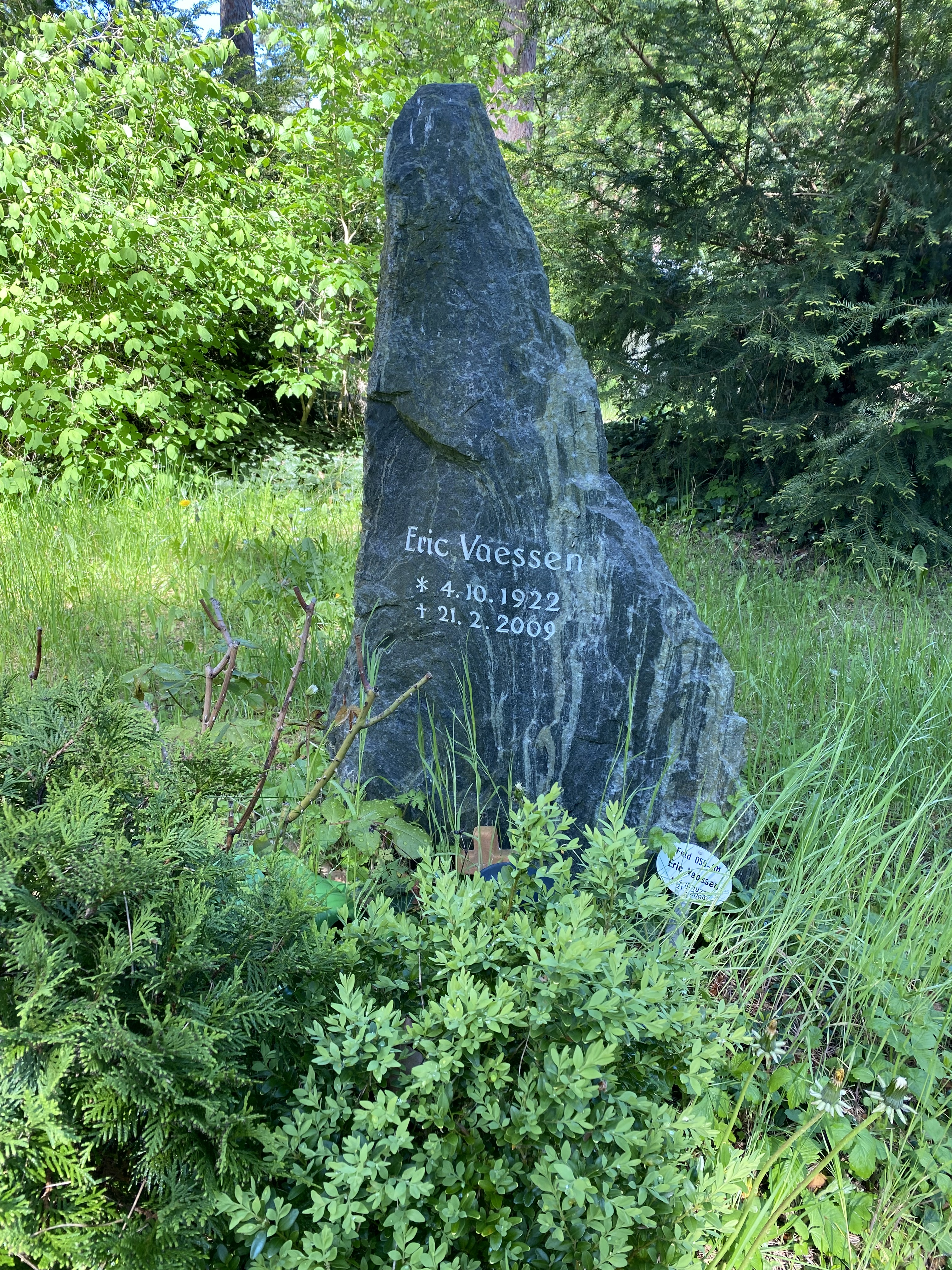
Grabstätte auf dem Waldfriedhof Zehlendorf (Feld 059-101)

Eric Vaessen (* 4. Oktober 1922 in Aachen; † 21. Februar 2009) war ein deutscher Schauspieler, Synchron- und Hörspielsprecher.

## Biografie
Vaessen war neben kleineren Rollen in Film und Fernsehen hauptsächlich als Synchron- und Hörspielsprecher präsent. Zu seinen bekanntesten Sprechrollen zählen der Anwalt Matlock, gespielt von Andy Griffith in der gleichnamigen Fernsehserie, sowie der Commissioner bzw. Chief Hurst in den sechs Police-Academy-Filmen.
In den 1980er Jahren wirkte er als Sprecher bei verschiedenen Kinder- und Jugendhörspielen mit. Er übernahm unter anderem die zuvor von Hermann Wagner gesprochene Rolle des Theodor  Tierlieb in den Folgen 79, 82–102 der Hörspielreihe Benjamin Blümchen, sprach den Miraculix in der Asterix-Hörspielreihe von Europa sowie verschiedene Rollen (auch Erzähler) in der Reihe TKKG.  In Masters of the Universe war er in einigen Folgen als Hordak und Whiplash zu hören.

## Persönliches
Sein Sohn Manuel ist ebenfalls als Schauspieler und Synchronsprecher tätig.
Eric Vaessen starb am 21. Februar 2009 im Alter von 86 Jahren und wurde auf dem Waldfriedhof Zehlendorf beigesetzt.

## Filmografie (Auswahl)
- 1966: Das rote Tuch
- 1968: Der Gorilla von Soho
- 1971: Tatort: Der Boss
- 1972: Hamburg Transit: Wie ihr das macht, ist eure Sache (Fernsehserie)
- 1972: Gelobt sei, was hart macht
- 1973: Lokaltermin: Die Brosche (Fernsehserie)
- 1973: Peter ist der Boss (Fernsehserie)
- 1975: Beschlossen und verkündet: Der ehrliche Finder (Fernsehserie)
- 1978: Kommissariat 9: Auf einen guten Mokka (Fernsehserie)
- 1979: Die Koblanks
- 1980: Charlotte
- 1981: Tatort: Beweisaufnahme
- 1985: Otto – Der Film
- 1986: Caspar David Friedrich – Grenzen der Zeit
- 1988: Didi – Der Experte
- 1988: Die Senkrechtstarter
- 1988: Tatort: Schuldlos schuldig
- 1995: A.S.: Der kleine Bruder (Fernsehserie)

## Synchronrollen (Auswahl)
George R. Robertson
- 1984: als Chief Hurst in Police Academy – Dümmer als die Polizei erlaubt
- 1985: als Chief Hurst in Police Academy 2 – Jetzt geht’s erst richtig los
- 1986: als Chief Hurst in Police Academy 3 – … und keiner kann sie bremsen
- 1987: als Chief Hurst in Police Academy 4 – Und jetzt geht’s rund
- 1988: als Commissioner Hurst in Police Academy 5 – Auftrag Miami Beach
- 1989: als Commissioner Hurst in Police Academy 6 – Widerstand zwecklos

Sam Wanamaker
- 1978: als Sterndale Rockford in Tod auf dem Nil
- 1985: als Bruno Hansen in Absturz in der Wildnis
- 1991: als Highsmith in Reine Glückssache

David Niven
- 1982: als Nick Cartland in Ein Opa kommt selten allein
- 1982: Sir Charles Litton in Der rosarote Panther wird gejagt
- 1986: Sir Charles Litton in Der Fluch des rosaroten Panthers

### Filme
- 1988: William Glover als Winston in Oliver & Co.
- 1989: Denholm Elliott als Marcus Brody in Indiana Jones und der letzte Kreuzzug
- 1993: William Newman als Mr. Sprinkles in Mrs. Doubtfire – Das stachelige Kindermädchen

### Serien
- 1985: Bert Freed als Mr. Riggins in Ein Colt für alle Fälle
- 1987–1988: Jack Warden als Harry Fox in Die Fälle des Harry Fox
- 1988–1995: Andy Griffith als Ben Matlock in Matlock
- 1989–1997: Milburn Stone als Dr. Galen ‚Doc‘ Adams in Rauchende Colts
- 1991: Ed Flanders als Dr. Donald Westphall in Chefarzt Dr. Westphall
- 1995: E. G. Marshall als Dr. Arthur Thurmond in Chicago Hope – Endstation Hoffnung
- 1995–1997: Ray Walston als Richter Henry Bone in Picket Fences – Tatort Gartenzaun
- 1995–2000: Richard Herd als Mr. Wilhelm in Seinfeld

## Hörspiele
- 1966: Sándor Ferenczy: Die Gentlemen bitten zur Kasse – Regie: Sándor Ferenczy (Kriminalhörspiel – Audio Factory, 2013)
- 1995/1996–2002: Benjamin Blümchen als Herr Theodor Tierlieb in  (Folgen 79, 82–102)
- 1988: TKKG als Erzähler in   (Folgen 57–60)
- 1983–1984: als ES in Perry Rhodan (Folgen 9 und 12)
- 1984–1988: Whiplash und Hordak in Masters of the Universe (Folge 12–13)
- 1985–1989: als Sternschnuppe in Regina Regenbogen
- 1986–1992: Folge 1–29 Asterix (als Miraculix)